# Maschinenfabrik Curt Hiekel
|  | Dieser Artikel wurde aufgrund wesentlicher Mängel auf der Wartungs- und Qualitätssicherungsseite des Portal:Unternehmen eingetragen. Artikel, die nicht signifikant verbessert werden können, werden gegebenenfalls gelöscht. Bitte hilf mit, die inhaltlichen Mängel dieses Artikels zu beseitigen, und beteilige dich an der Diskussion. |

Die Maschinenfabrik Curt Hiekel (kurz: Hiekel) stellte neben Air-Brush-Pistolen und Zubehör für die graphische sowie photographische Branche auch Motorräder her.

## Geschichte
Die Maschinenfabrik Curt Hiekel ging u. a. aus der ca. 1907 gegründeten Firma „Deutsch-Amerikanische Film- & Air Brush Companie C.A.Hiekel“ hervor. Diese beschäftigte sich mit der Herstellung und dem Vertrieb von Instrumenten für die graphische und photographische Branche. Ansässig war sie in Leipzig zunächst in der Eisenbahnstr. 77, nach Umzug 1911 in der Eisenbahnstr. 131 und ab 1913 in der Schmidt-Rühl-Str. 36.
1919 zog die Familie Hiekel nach Thekla in die Villa Parthegrund (Strassenumbenennungen und Änderung der Hausnummern: bis 1931: Hauptstraße 21; ab 1931: Bölckestr. 107; ab 1945: Tauchaer Str. 107). Ab 1922 war die Firma „Graphisches Fachgeschäft Curt Hiekel“ dort ansässig. Nach den Vergrößerungen durch ein Kontorgebäude und eine Fabrik war die Produktion größerer Erzeugnisse möglich. Von 1924 an wurden Motorräder der Marke „Hiekel“ gebaut. Das Modell wurde über die Jahre nur geringfügig modifiziert und war schließlich nicht mehr konkurrenzfähig. In Preislisten wurde die „Hiekel“ letztmals 1933 geführt. Die Firma wurde 1937 verkauft.

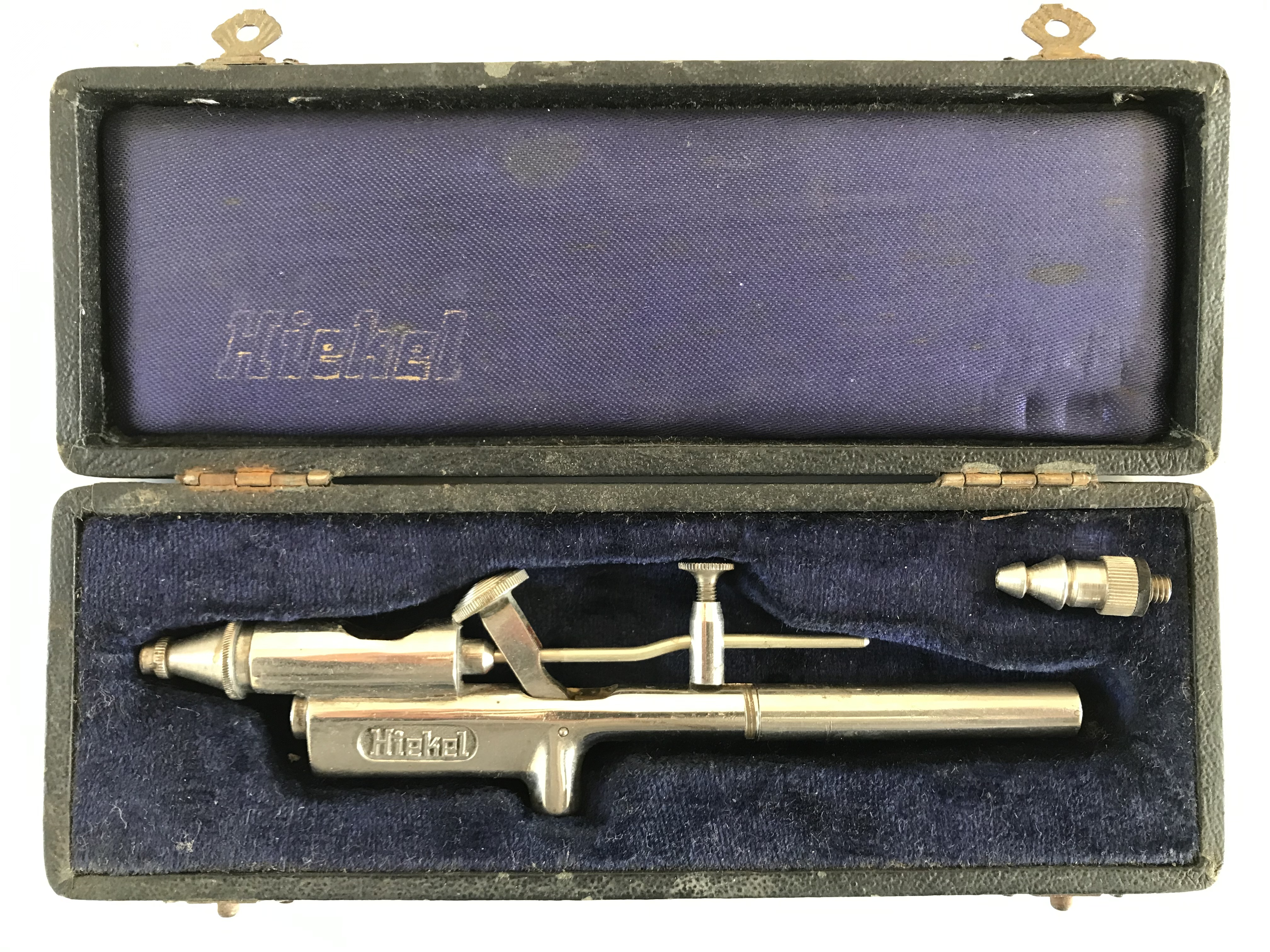
Hiekel Air-Brush-Pistole

## Produkte
- Hiekel Air-Brush-Pistolen, Pressluft- und Spritzapparate für Lackierung und Retusche
- Hiekel Motorräder[9]

## Bauwerke

### Kontorgebäude
Das eingeschossige Kontorgebäude wurde von Oktober 1921 bis Juni 1922 im Garten hinter der Villa Parthegrund  nach Plänen des Architekten Otto Morgenstern errichtet. Es wurde nach mehreren Umnutzungen u. a. als Wohnhaus im Jahr 2002 durch die Stadt Leipzig abgerissen.

### Fabrik
Das Fabrikgebäude (gegenüber vom Kontorgebäude, heute hinter dem Wohnhaus der Tauchaer Str. 109) wurde ebenfalls von Otto Morgenstern entworfen und nach vielen kontroversen Gemeinderatssitzungen gegen den Widerstand der Theklaer Bevölkerung von 1922 bis 1923 genehmigt und gebaut. Die Fabrik hatte 28,5 m Länge, 13 m Tiefe und ein stützenfreies Binderdach nach Bauart Tuchscherer (DRP) mit Oberlicht. 1955 wurde in einem Nebengebäude ein Federkrafthammer und in der Fabrik eine Dampfkesselanlage errichtet. 1970 entstand im Gebäude eine Kranbahn. 
Im Oktober 2024 wurde das teilweise schon eingestürzte Fabrikgebäude abgerissen. 